# Schule Auf der Hohwisch
Die Schule Auf der Hohwisch steht in Bremen-Hemelingen, Ortsteil Hastedt, an der Ecke Auf der Hohwisch 61–62 / Fährstraße. 
Das Gebäude steht seit 1984 unter Bremer Denkmalschutz.

## Geschichte

### Gebäude

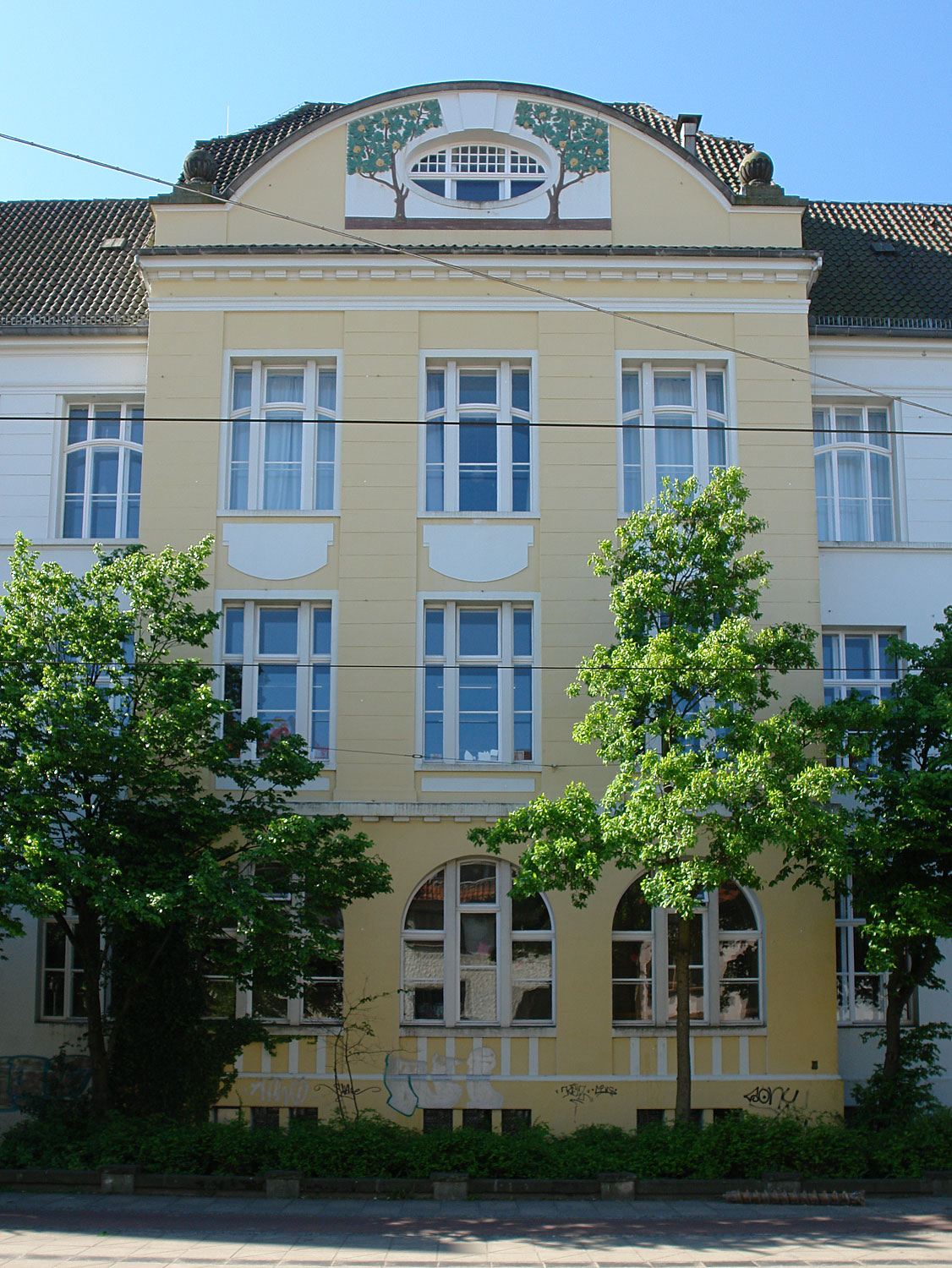
Schule Auf der Hohwisch: Jugendstil-Schmuck am Mittelrisalit

1903 entstand die Neue Schule Hastedt als Volksschule nach Plänen des Baurats Hugo Weber. Der dreigeschossige, 21-achsige, symmetrische, geputzte Hauptflügel an der Straße Auf der Hohwisch wurde straßenseitig gegliedert durch einen Mittelrisalit und an beiden Seiten durch jeweils einen Zwerchgiebel. Über dem dreiachsigen Risalit dominiert in dem Segmentbogen ein ovales Fenster, das in besonderem Maße durch den Jugendstil geprägt ist.
Die 18-achsige Hofseite gliedert sich durch die beiden Treppenhäuser, die den großen 9-achsigen Mittelteil flankieren. Mittig sitzen über den drei Geschossen drei betonende, ovale Fenster in einem halbrunden Giebelfeld und darüber ein Dachaufsatz mit dem kleinen Uhrtürmchen als Dachreiter. Davor steht mittig, in den Schulhof ragend, eine dreiachsige Turnhalle mit den Nebenräumen rechts und links davon.
Der Schulbau hatte neben den Klassenräumen und der Turnhalle die Lehrerzimmer und eine Wohnung für den Hausdiener, wie der Hausmeister bezeichnet wurde. Ein Duschbad gab Gelegenheit zum Baden, weil die Bevölkerung in diesem Ortsteil mehrheitlich zu Hause nicht diese Möglichkeit hatte. Die Schule war ursprünglich noch mit einer Gasbeleuchtung ausgestattet. Die von Hand geschlagene Schulglocke bestimmte die Unterrichtsstunden.

### Schule
Zunächst diente das Gebäude als Volksschule, an der nach 1919 auch zeitweise im Untergeschoss eine Haushaltsschule, bezeichnet als Kochschule, angegliedert war. Damals wurden die Kinder in der Volksschule nach Geschlechtern getrennt unterrichtet. Auch der Schulhof war strikt getrennt für Mädchen und Jungen. Die neue „Freischule“ ermöglichte auch ärmeren Kindern eine kostenlose Schulbildung. 
1939 nutzte eine Polizeieinheit die Turnhalle. 1941 wurde unter dem Mädchenschulhof ein Erdbunker gebaut, der nach dem Krieg in Vergessenheit geriet und 1996 zufällig wiederentdeckt wurde. Zwei der fünf Bunkerröhren wurden in den Originalzustand versetzt, die übrigen konserviert. Sie sind wieder begehbar und durch Dokumente werden die Themen Zwangsarbeiter und Bunker, Schule und Bunker und Alarm und Entwarnung gezeigt. 
Nach 1945 hieß sie Oberschule mit dem Zweig A (später Zweig H für Hauptschule), war also nach wie vor eine Volksschule. 1968 wurde die achtklassige Volksschule durch das neue Grundschulmodell abgelöst. Neben der Grundschule waren hier Sonderschulklassen untergebracht. Verblieben sind die Schüler einer Grundschuldependance der Schule am Alten Postweg.

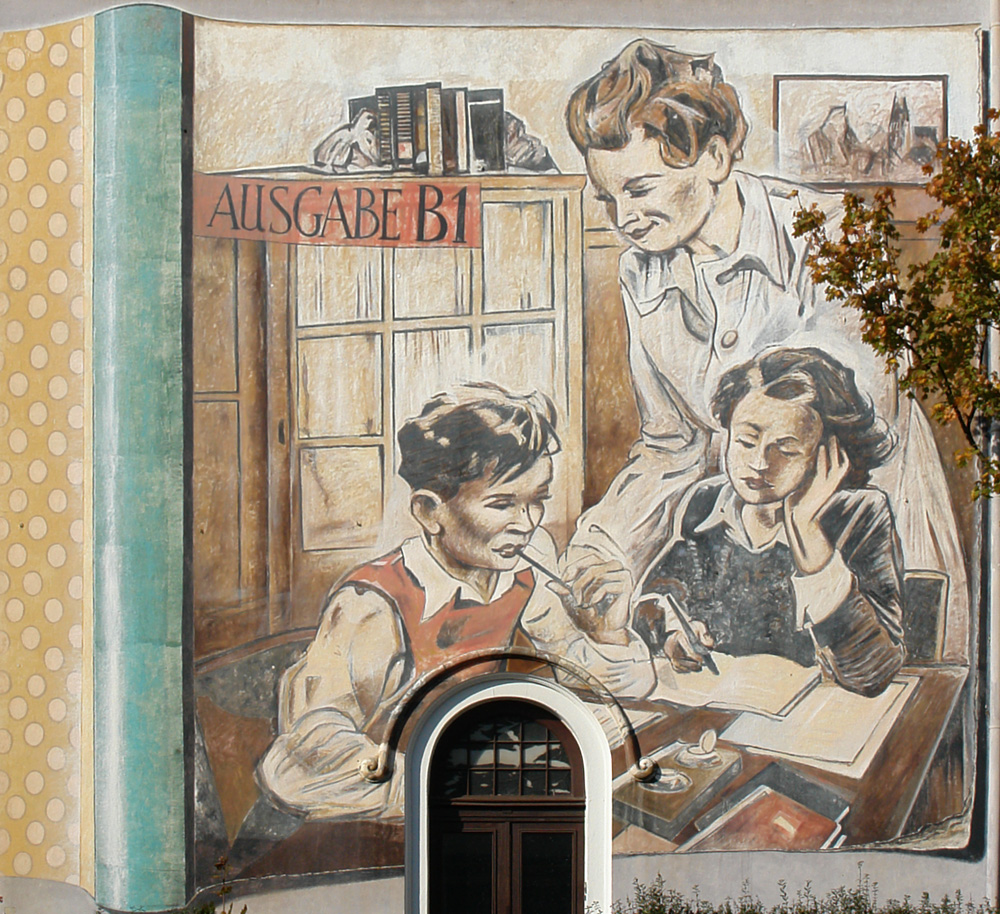
Wandbild Frère Jacques

An dem östlichen Giebel befindet sich seit 1987 das Wandbild „Frère Jacques, dormez-vous?“ von Jub Mönster mit einem Motiv des Schullebens. 
Seit 1983 ist zudem die Schulgeschichtlichen Sammlung, seit 2010 Schulmuseum Bremen, mit in der Schule untergebracht; Horst Massmann war zeitweise Schulleiter und Mitgründer des Schulmuseums.
Außerdem ist hier die Beratungsstelle für Migration und ein ständiger Deutschkurs für ausländische Kinder. Auch die Musikschule Bremen nutzt das Schulgebäude sowie Sportvereine die Turnhalle.